# Whale Cove
Whale Cove (Inuktikut: Tikirarjuaq; ᑎᑭᕋᕐᔪᐊᖅ; che significa "punto lontano") è un piccolo insediamento Inuit situato a circa 72 km a sud di Rankin Inlet, e 161 km a nord di Arviat, nella Regione di Kivalliq, nel territorio del Nunavut, in Canada, sulla costa occidentale della Baia di Hudson.
La comunità deve il proprio nome alla grande quantità di beluga che navigano in queste acque. La maggior parte degli abitanti utilizza questi animali per ricavarne olio e cibo. Whale Cove, che anticamente era suddivisa in tre tribù distinte inuit, è una comunità relativamente tradizionale: un 99% di Inuit che ancora indossano pellicce, mangiano carne e pesce crudo e utilizzano ancora per muoversi le slitte.
La regione è tipicamente da Tundra, con una grande presenza di rocce, muschi e licheni. Inoltre la località è spesso sulla rotta di migrazione degli orsi polari.
Nel censimento del 2006, gli abitanti di Whale Cove erano 353, con una crescita del 15,7% rispetto al 2001.